# Wybory w Argentynie

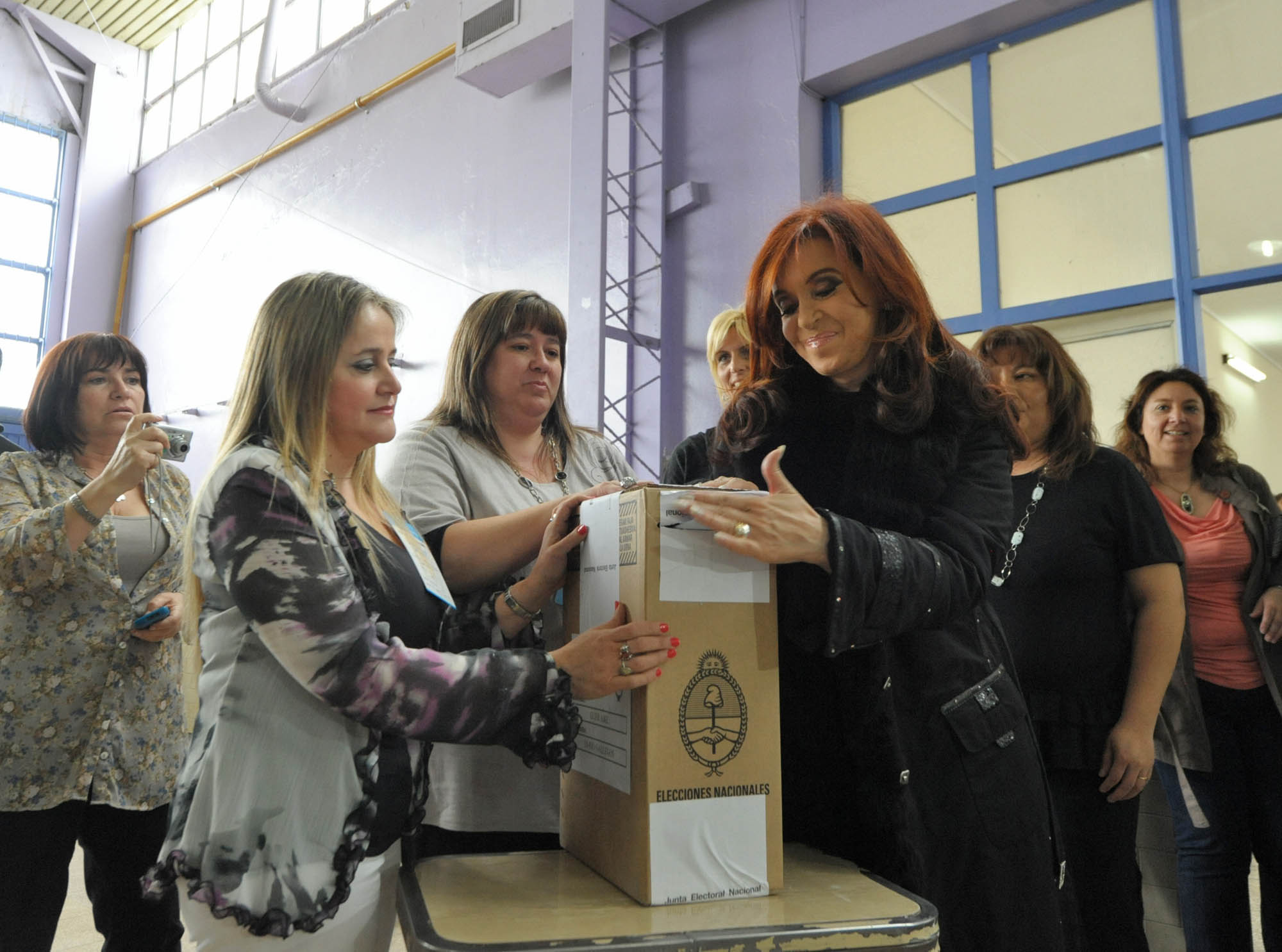
Prezydent Cristina Fernandez oddaje swój głos w komisji w Río Gallegos w trakcie wyborów w 2011

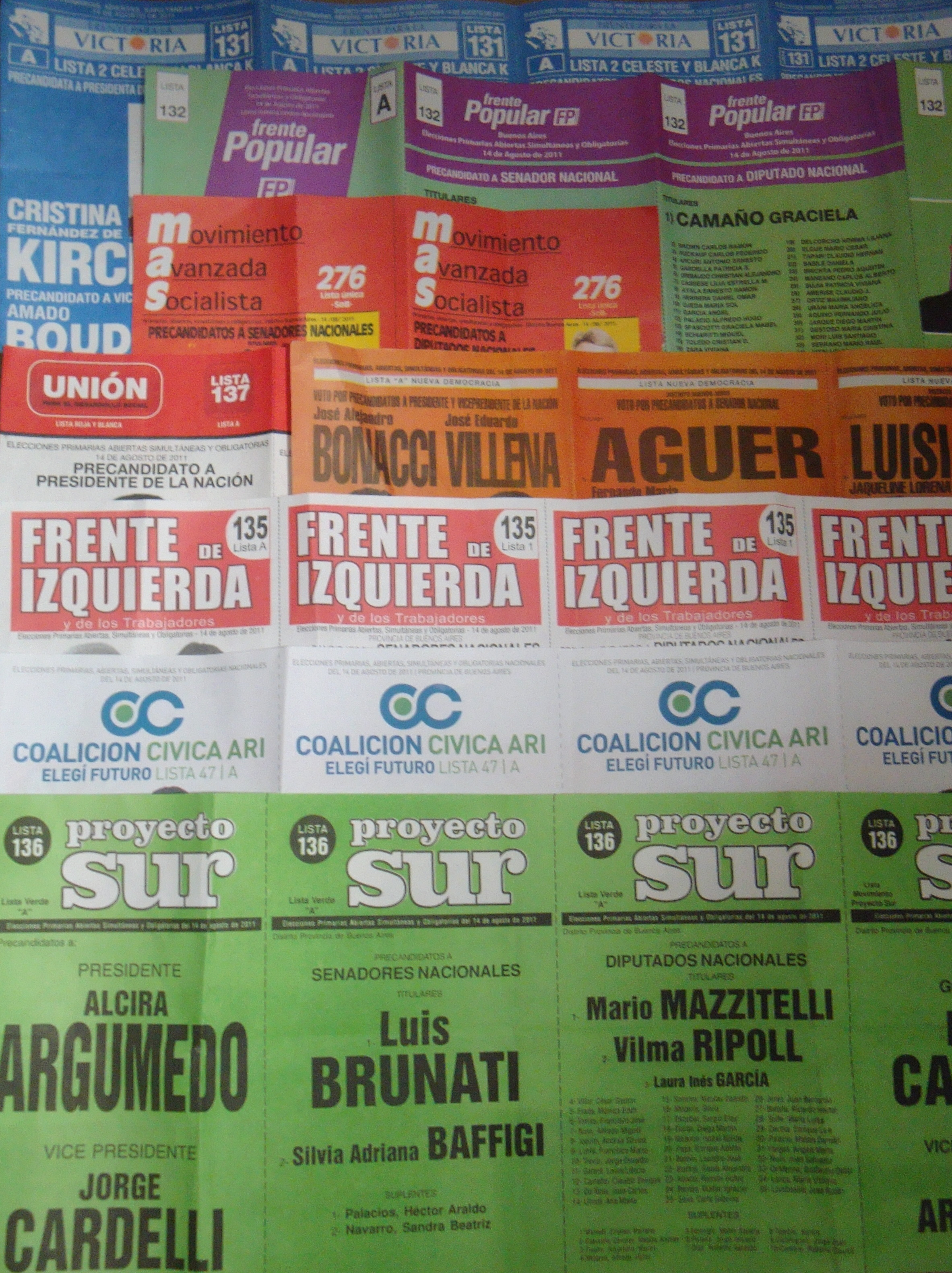
Karty wyborcze wykorzystywane w prawyborach w 2011

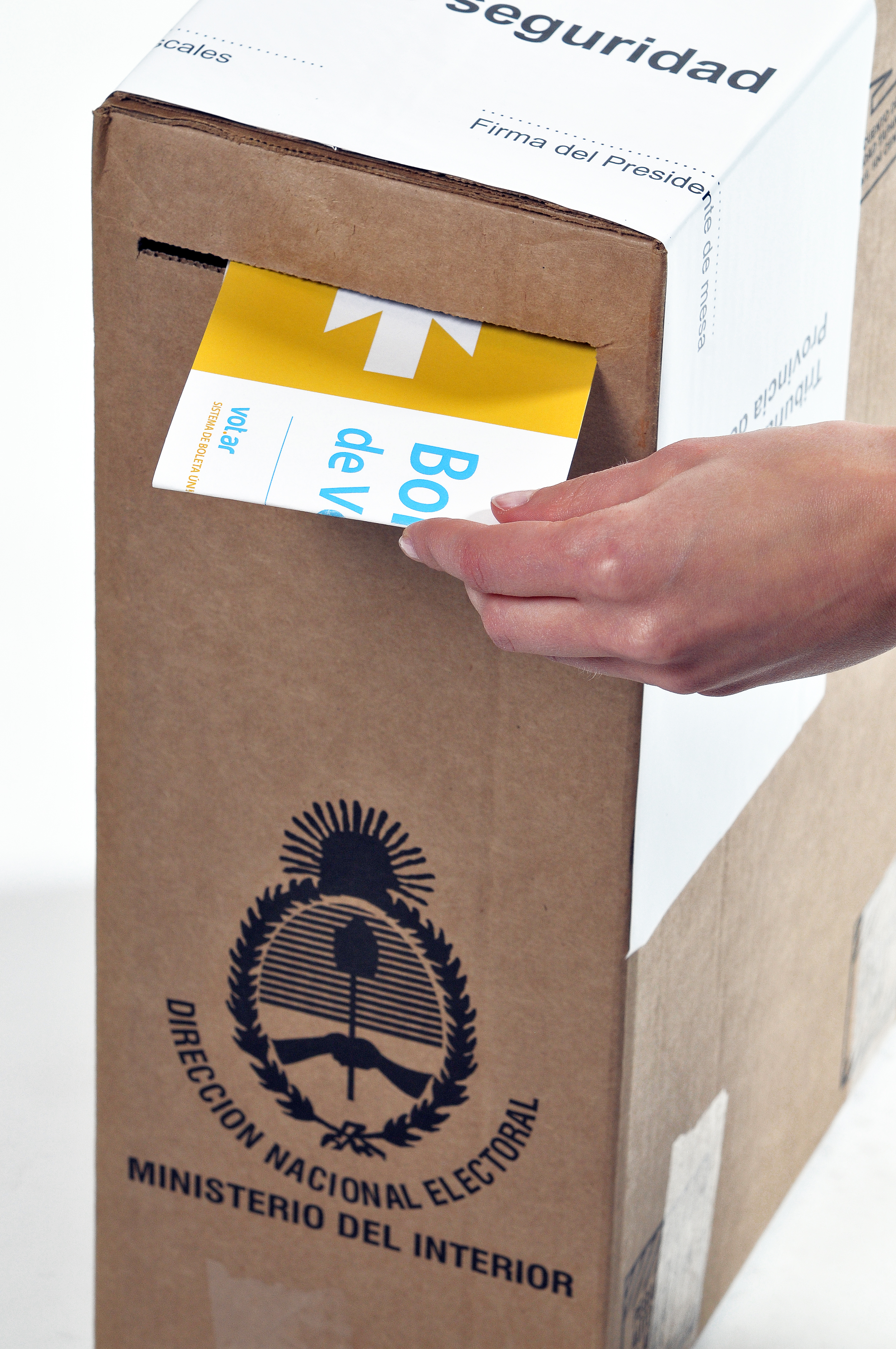
Urna wyborcza

Wybory w Argentynie przeprowadzane na szczeblu ogólnokrajowym służą wyłonieniu głowy państwa (prezydenta) oraz składu organów ustawodawczych (Izby Deputowanych oraz Senatu). Główne zasady wyborcze sformułowane zostały w artykule 37. Konstytucji Argentyny. Ustawa zasadnicza określa, iż wybory są powszechne, równe, tajne i obowiązkowe (hiszp. universal, igual, secreto y obligatorio).
Obecny w argentyńskim systemie prawnym przymus wyborczy dotyczy obywateli w wieku od 18 do 70 lat. W 2012 czynne prawo wyborcze przyznano również osobom w wieku od 16 do 18 lat, w ich przypadku jednak głosowanie jest nieobowiązkowe. Argentyna wprowadziła obowiązek głosowania już w 1912 jako jedno z pierwszych państw świata. Nieusprawiedliwiona nieobecność na wyborach zagrożona jest grzywną. Okolicznościami wyłączającymi odpowiedzialność za naruszenie przymusu wyborczego są m.in. choroba, siła wyższa oraz przebywanie w odległości ponad 500 kilometrów od miejsca zamieszkania. Izba Wyborcza (hiszp. La Cámara Electoral) zobowiązana jest do stworzenia odpowiedniego rejestru osób, które pogwałciły obowiązek głosowania (Registro de infractores al deber de votar). Grzywna za naruszenie przymusu wyborczego wynosiła w wyborach parlamentarnych w 2013 50 pesos w przypadku jednorazowego niestawiennictwa (na prawyborach bądź wyborach) bądź 150 pesos (w przypadku braku udziału w obu częściach cyklu wyborczego).
Ustawa „Ley de Democratización de la Representación Política, la Transparencia y la Equidad Electoral” z 2 grudnia 2009 wprowadziła do argentyńskiego systemu wyborczego instytucję prawyborów, określanych akronimem PASO, pochodzącym od pierwszych liter rządzących nimi zasad (wybory wstępne, otwarte, równoczesne i obowiązkowe; hiszp. elecciones primarias, abiertas, simultáneas y obligatorias). Prawybory te służą wyłonieniu list wyborczych uprawnionych do uczestnictwa w wyborach właściwych i również objęte są przymusem wyborczym. Listy wyborcze, które aspirują do uczestnictwa w walce o mandaty, zobowiązane są do uzyskania w prawyborach 1,5% głosów na poziomie odpowiedniego okręgu wyborczego. W przypadku wyborów prezydenckich odpowiedni kandydaci na urząd prezydenta i wiceprezydenta muszą otrzymać w wyborach wstępnych co najmniej 1,5% oddanych ważnie głosów na poziomie całego kraju. Pierwsze ogólnokrajowe prawybory prezydenckie i parlamentarne odbyły się 14 sierpnia 2011 roku.
W wyborach powszechnych wybierane są w Argentynie również organy ustawodawcze oraz wykonawcze (gubernatorzy) poszczególnych podmiotów federacji (prowincji oraz miasta autonomicznego), jak również władze municypalne. Wybory te przeprowadzane są zgodnie z ustawodawstwem danego regionu i pod nadzorem jego organów wyborczych. W argentyńskim systemie prawnym 23 z 24 podmiotów federacji (wyjątkiem jest miasto autonomiczne) mają własne regionalne kodeksy wyborcze, które znajdują zastosowanie w przypadku głosowania nie dotyczącego poziomu ogólnokrajowego. Istnieje jednak możliwość przeprowadzenia wyborów na poziomie regionalnym razem z wyborami ogólnokrajowymi (tego samego dnia i w tych samych komisjach wyborczych).

## Wybory prezydenckie
W wyborach prezydenckich Argentyńczycy wybierają jednocześnie prezydenta i wiceprezydenta kraju. Oba nazwiska występują na karcie wyborczej łącznie i tworzą tak zwaną formułę (hiszp. fórmula), na którą oddawany jest głos wyborcy. Artykuł 90. Konstytucji Argentyny wskazuje, iż prezydent i wiceprezydent wybierani są na czteroletnią kadencję. Prawo Argentyny przewiduje możliwość wielokrotnej reelekcji prezydenta, z tym że nieprzerwanie może pełnić on swój urząd maksymalnie przez dwie kadencje. Tryb wyboru prezydenta określony jest w artykułach 94-98 Konstytucji Argentyny. Prezydent i wiceprezydent wybierani są w głosowaniu powszechnym i uznaje się ich za wybranych, jeśli otrzymają co najmniej 45% oddanych ważnie głosów bądź jeśli oddano na nich 40% głosów ważnych, a przewaga nad następnymi w kolejności kandydatami wynosi przynajmniej dziesięć punktów procentowych. Jeśli żadna z formuł nie uzyskała opisywanej wyżej ilości głosów w ciągu trzydziestu dni przeprowadzona zostaje druga tura wyborów, w której uczestniczą tylko dwie formuły, na które oddano największą ilość głosów. Zwycięzcami zostają ogłoszeni ci kandydaci na prezydenta i wiceprezydenta, którzy w drugiej turze uzyskali większość ważnie oddanych głosów.

## Wybory parlamentarne
Argentyński parlament składa się z dwóch izb. Izbę niższą stanowi Izba Deputowanych, wyższą zaś – Senat. Poszczególni członkowie Izby Deputowanych wybierani są na kadencję czteroletnią, Senatu zaś – sześcioletnią. Z uwagi jednak na specyficzny sposób odnawiania składu obu izb argentyńscy wyborcy uczestniczą w wyborach parlamentarnych co dwa lata.

### Izba Deputowanych
Zasady ogólne rządzące wyborami do Izby Deputowanych określone są w artykułach 45-53 Konstytucji. Deputowani wybierani są w wyborach bezpośrednich w okręgach wyborczych odpowiadających granicom poszczególnych prowincji. Liczba deputowanych wybieranych w danej prowincji jest proporcjonalna do udziału ludności tej prowincji w ogólnej liczbie ludności kraju. Bierne prawo wyborcze posiada osoba, która ukończyła 25 rok życia i która jest obywatelem Argentyny od co najmniej czterech lat. Dodatkowo kandydat musi pochodzić z prowincji, w której stara się o mandat, bądź mieszkać w niej nieprzerwanie od co najmniej dwóch lat. Co dwa lata następuje odnowienie połowy składu Izby Deputowanych w wyborach parlamentarnych. Szczegółowe zasady regulujące wybór deputowanych zawarte są w Narodowym Kodeksie Wyborczym (hiszp. Código Electoral Nacional). Wyborca oddaje głos nie na konkretnego kandydata, a na listę kandydatów, na której znajduje się tyle nazwisk, ile danej prowincji przysługuje mandatów w Izbie Deputowanych. Lista jest zamknięta, co oznacza że wyborca może jedynie poprzeć głosem całą listę, ale w żaden sposób nie może wyrazić stosunku do konkretnego kandydata (nie ma wpływu na kolejność kandydatów, nie może dopisać kandydata do listy czy skreślić z niej żadnego nazwiska). Mandaty rozdzielane są między poszczególne listy na poziomie okręgu przy zastosowaniu metody D’Hondta z uwzględnieniem trzyprocentowego progu wyborczego.

### Senat
Zasady ogólne rządzące wyborami do Senatu określone są w artykułach 54-62 Konstytucji. Każda argentyńska prowincja deleguje do izby wyższej trzech przedstawicieli, toteż Senat składa się ogółem z 72 członków. Bierne prawo wyborcze przysługuje osobie, która ukończyła 30 lat i posiada obywatelstwo Argentyny co najmniej od sześciu lat. Kandydat na senatora powinien pochodzić z prowincji, w której ubiega się o mandat, bądź zamieszkiwać w niej nieprzerwanie co najmniej od dwóch lat. W trakcie wyborów do Senatu, podobnie jak w przypadku wyborów do Izby Deputowanych, wyborca głosuje nie na konkretnego kandydata, a na jedną z zamkniętych list kandydatów. Na każdej liście znajdują się tylko dwa nazwiska. Podział mandatów następuje na poziomie okręgu wyborczego i biorą w nim udział dwie listy z największą liczbą głosów. Senatorami zostają obaj kandydaci z listy, na którą oddano największą liczbę głosów oraz jeden z kandydatów z listy, na którą oddano drugą w kolejności liczbę głosów (ten, który na liście wymieniony jest w pierwszej kolejności).